# 살비아티가

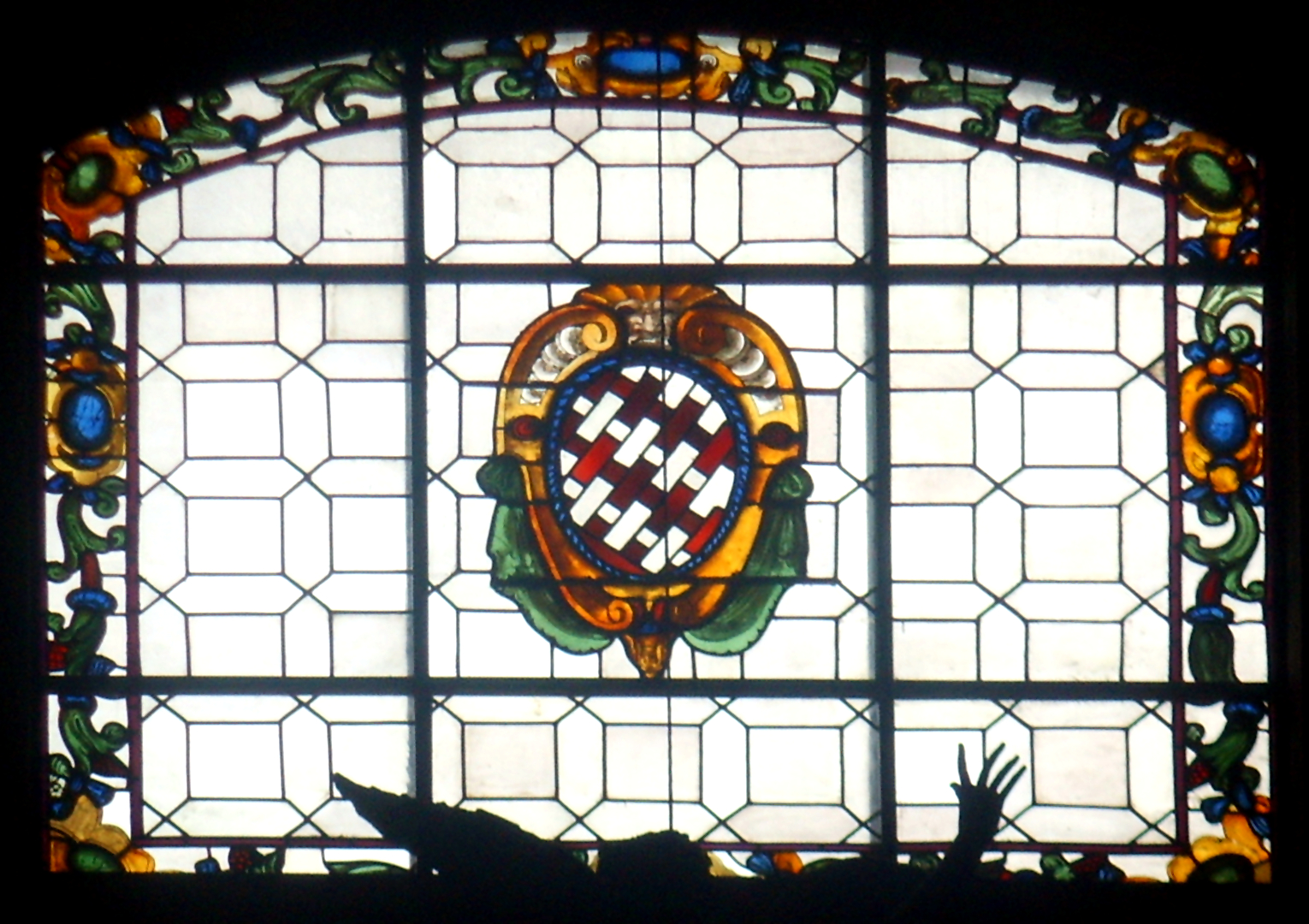
피렌체의 산마르코 대성당에 있는 살비아티 채플의 스테인드 글라스에 있는 살비아티 가문의 문장.

살비아티 가(Salviati)은 피렌체의 핵심 가문 중 하나이다. 살비아티 가문 출신은 자주 공직 자리를 차지했으며, 20명의 곤팔로니에레와 62명의 프리오리를 배출해냈다. 살비아티 가문 출신 중 처음으로 기록된 이는 캄비오 디 살비(Cambio di Salvi)이며, 앞서 언급한 두 직위를 모두 가졌던이다.
피사 대주교인 프란체스코 살비아티는 파치 음모에 참여하였다가 1478년 베키오 궁전의 벽에 목이 걸리기도 하였다.
베르나르도 살비아티(카테리나 데 메디치와 프랑스로 함께 가, 샤토 드 탈시를 소유했었음)의 딸인 카산드레 살비아티(Cassandre Salviati)는 시인 피에르 드 롱사르의 뮤즈였다.
살비아티 가문의 마지막 후손들은 가문을 대표하는 무냐이오니 몬테주스티아 데이 살비아티(Mugnaioni Montegiustia dei Salviati)에서 여전히 거주중이다.